# Conul Sudic
Conul Sudic (în spaniolă: Cono Sur, în portugheză: Cone Sul) este o regiune geografică a Americii de Sud, situată la sud de Tropicul Capricornului. Cu toate că această regiune cuprinde și o parte din sud-estul Braziliei, în termeni de geografie politică, Conul Sudic cuprinde în mod tradițional Argentina, Chile, Paraguay și Uruguay. În sensul cel mai strict, cuprinde doar Argentina, Chile și Uruguay, fiind mărginit la nord de către statele Brazilia, Paraguay, Bolivia și Peru, la vest de Oceanul Pacific, și la sud de strâmtoarea ce leagă Oceanul Pacific de cel Oceanul Atlantic. Uneori Conul Sudic este considerat a fi un subcontinent al continentului America de Sud.
Conul Sudic ocupă o suprafață de 7,3 milioane km2 și are o populație de circa 61 milioane de oameni (Argentina - 40 milioane, Chile - 17 milioane). Cele mai mari valori ale densității se înregistrează în sud-estul Braziliei, Uruguay și partea centrală a statului Chile. Cele mai mari orașe sunt Sao Paulo și Buenos Aires. 
Limba principală vorbită în regiune este spaniola, din cauza colonizării spaniole din secolul al 16-lea până în secolul al 19-lea; în cazul în care cuprinde și Brazilia, portugheza ar fi cea mai vorbită limbă. Cu excepția Paraguay-ului și a unor teritorii din Brazilia, Conul Sudic a fost în mare măsură colonizat de imigranți europeni. 
Numeroși factori, precum speranța ridicată de viață, cel mai mare indice al dezvoltării umane din America Latină, un nivel de trai ridicat, participarea semnificativă la piețele globale și economia în curs de dezvoltare a țărilor membre fac Conul Sudic cea mai prosperă regiune din America Latină. 